# 血の滝

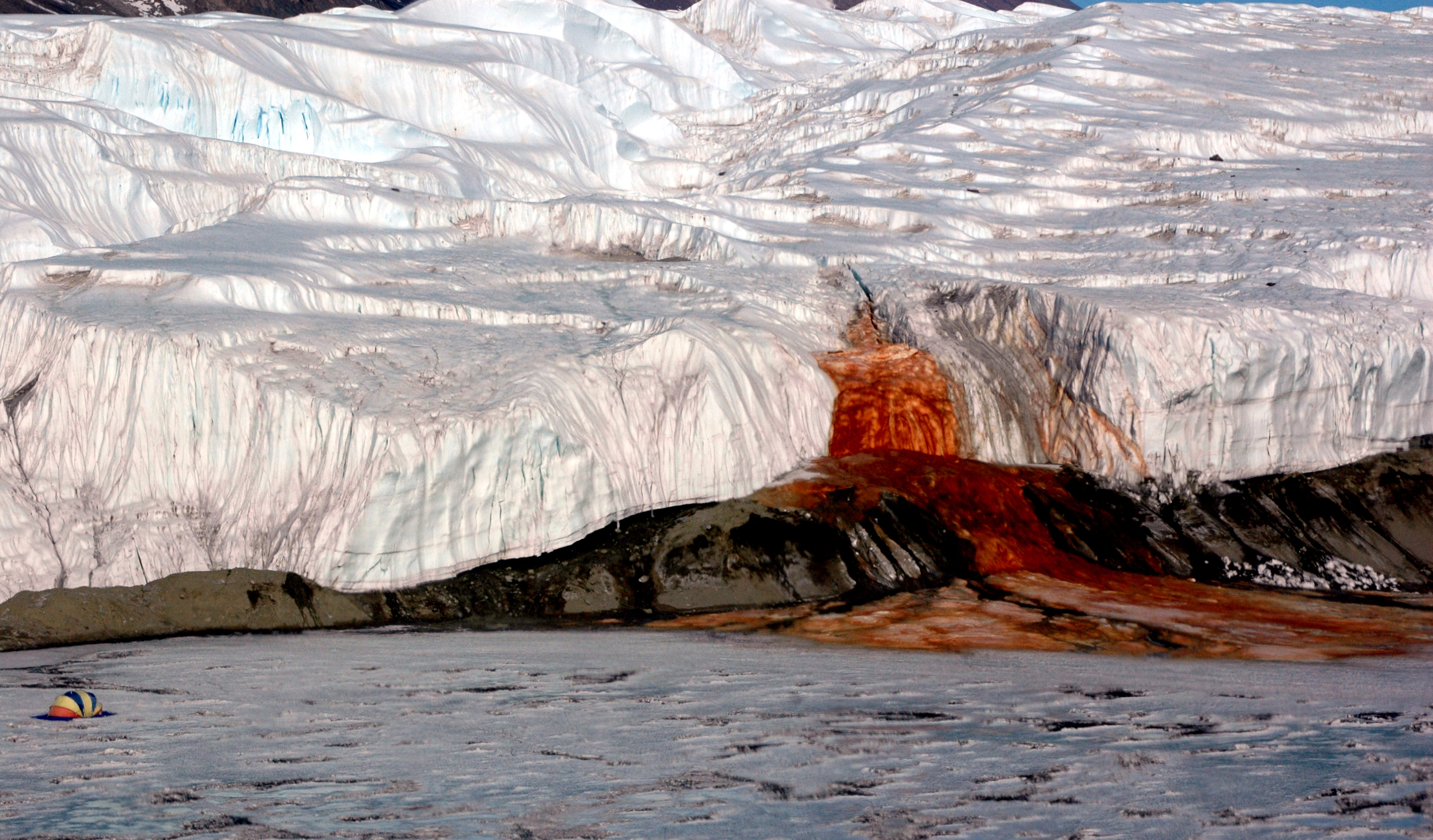
血の滝（2006年撮影）

血の滝（ちのたき）とは、南極大陸（東南極）のヴィクトリアランドに存在する、鉄分を豊富に含んだ塩水が氷河の上を流れることで、その氷河の先端部に形成されている、瀑布である。この塩水に含まれる鉄分が大気中の酸素によって酸化されると

、赤い酸化第2鉄となって氷の表面に沈着するため、血の滝は赤く見える。

## 概要
血の滝は、テイラー氷河

の突端部に位置し、ヴィクトリアランドのマクマードドライバレーにある西Bonney湖

へと注いでいる。ただし、名称こそ血の滝だが、当然ながら血の滝を流れているのは血液ではない。実際に流れているのは、鉄分を豊富に含んだ海水よりも塩分濃度の高い塩水である。この鉄分に富んだ塩水は、血の滝の上流数kmに渡ってテイラー氷河に点在する小さな亀裂から湧出していて、それが合流して血の滝となっている。この塩水の源は氷河の下に存在する池だと考えられているが、その大きさなどはよく判っていない。この塩水に含まれている鉄分は、2価の鉄イオン（Fe2+）であり、これが氷河の中から地上に湧出すると、大気中の酸素と接するために酸化され、酸化第2鉄（Fe2O3）となる。Fe2O3は赤い色をしており、水には溶解せずに沈殿する。このFe2O3が氷の表面に沈殿して付着するため、血の滝は赤く見える。なお、この赤味がかった沈殿物は、オーストラリアの地質学者トーマス・グリフィス・テイラーによって発見された。この沈殿物の赤い色を彼は、当初、ある種の紅藻によるものだと考えたが、後にレーダーを用いて氷の層をスキャンすることによって、単なる酸化鉄の色であることが証明された。

## 滝を流れる水の成因
血の滝を流れる塩水は、元々、中新世（約2300万年前〜約500万年前）に、南極海の海水が、氷河の影響で、当時存在していた窪みに取り残されたもの、すなわち、古代の海水であったと考えられている。（なお、約500万年前の海水面は現在の海水面よりも高かった。）
ところで、テイラー氷河は、基盤岩に凍り付いていないという点で、南極に存在する一般的な氷河とは違っている。テイラー氷河が基盤岩に凍り付いていない原因は、この氷河の下に存在する古代の海水が、さらに塩分が濃縮された状態で存在しているため、十分に水の凝固点降下が起こったからだと考えられている。
この塩分濃度の高い水の成因としては、次の2つが挙げられる。まず1つ目の成因として、海水が凍る時に海水中の塩分は水の氷の結晶から排出されるため、塩分濃度は元々の2倍〜3倍に濃縮される。またもう1つの成因として、マクマードドライバレーの非常に乾燥した気候に曝されることで水分が蒸発した結果、相対的に塩分濃度が上がった、つまり、蒸発濃縮されたとも言われる。
この2つの方法で塩分濃度が上がるためには、非常に長い期間に渡って海水が閉じ込められている必要があるわけだが、安定同位体と放射性同位体との存在比から、ここの海水が、非常に長い期間、外部の水と混じっていないことは証明されている

。
このような成因でできたと考えられている、酸素を含まないFeSO4（2価の鉄の硫酸塩）を多く含んだ高い塩分濃度の水が、偶然に氷の割れ目を通り抜けて湧出して、それが血の滝の水となっているとされる。なお、この硫酸塩は、氷河の下の酸素の無い環境で微生物の活動によって、基盤岩が溶け出していることによって生成されていると考えられている。

## 微生物の活動
化学的分析、及び、微生物学的分析によって、テイラー氷河の下には、硫酸塩と酸化第2鉄（Fe2O3）を代謝する、独立栄養生物の微生物による珍しい生態系が形成されていることが示されている

。
ダートマス大学のGeomicrobiology

の学者であるJill Mikuckiによれば、血の滝の水には、少なくとも17種類の微生物が含まれており、そして、溶存酸素はほとんど検出されないという

。
恐らく、ここの微生物は硫酸塩を利用して、酸化第2鉄（Fe2O3）と有機物を代謝しているのだろうと説明されている。2009年現在、このような微生物の活動は、ここ以外では観察されていない

。
実は、どうして酸素のほとんど存在しない環境下で、（Fe2+）と（SO42+）とが共在していられるのかは、明らかになっていない

。
そして、この場所からは、（HS-）が検出されていない。これらのことが示唆するのは、複雑で、まだ我々が理解できていない、生物の介在した硫黄循環と鉄循環との相互作用が存在しているのだろうということである。

## 血の滝に関する話題
血の滝について詳しく調べることで、次のようなことに関するヒントが得られるかもしれないと考えられている。

### 全球凍結と血の滝
Jill Mikuckiによれば、現在は氷河によって密封されているために近づき難い、血の滝を流れる塩水の供給源となっている氷河の下の池は、氷に閉ざされて少なくとも150万年〜200万年は経過しているので、ここで微生物が他の場所とは全く違う独自の進化をしている可能性もあるという。ところで、地球はかつて全球凍結をしたという仮説が存在する。もし本当に全球凍結が起こっていたとすれば、その時、微生物がいかにして氷の下で生き延びたかが、この血の滝の塩水の供給源を調査することで判るかもしれないという。原生代の間には、赤道まで氷に覆われた時期があるのではないかという説が存在するが、この時、微生物の生態系がどのような環境に活動の場を移して（避難して）生き延びたか、そのヒントが得られるかもしれない。

### 宇宙生物学と血の滝
血の滝を流れる塩水の供給源となっている氷河の下の池は、南極の氷帽の深くまで調査のためのボーリングをすることなしに、深部（地表から遠い深い場所）に住む極限環境微生物の研究をすることができるかもしれない場所だと期待されている。
地球上に存在するヒトなどの生存には厳しい環境を研究することは、生物が生存できる環境条件の範囲を知るために有用であるし、また、太陽系の内外で生物が存在できる場所の候補を絞るのにも有効である。なお、血の滝での研究は、気温が低く水の氷に閉ざされている場所での生物の生存条件の研究につながるので、太陽系内においてであれば、例えば火星やエウロパ、その他の氷に覆われた外惑星の衛星といった、比較的寒い場所で生物が存在できる場所の候補を絞るのに有効と考えられる。
この血の滝の塩水の供給源ような、氷に閉ざされた液体の水が存在する環境というのは、生物が紫外線や宇宙線から身を守ることに関して、上にある氷の層が紫外線や宇宙線を遮蔽してくれる分、地表よりも有利である。したがって、地球外のこのような場所にも生物がいる可能性が高いのではないかと考えられている。